# Richard Paul Lohse
Pour les articles homonymes, voir Lohse.
Richard-Paul Lohse, né le 13 septembre 1902 à Zurich et mort dans la même ville le 16 septembre 1988, est un peintre, graveur et graphiste suisse.
Membre du groupe Allianz, il est, avec Max Bill, l'un des principaux représentants de l'art concret zurichois.

## Collections publiques
- Museo d'arte Contemporanea Villa Croce, Gênes :
  - Vertikalen I à IX, 1970, série de 9 sérigraphies sur carte, 70 × 70 cm.
- Musée national d'art moderne, Paris :
  - Sechs ineinandergehende gleiche Gruppen (Six groupes semblables s'interpénétrant), 1949-1965, huile sur toile
  - Sechs horizontale Bänder mit je sechs formal gleichen Farbgruppen (Six bandes horizontales comportant chacune six groupes de couleurs formellement égaux), 1950-1951, huile sur toile.
- Musée de Grenoble :
  - 6 rangées de couleurs verticales systématiques, huile sur toile.
  - Gelb verbunden mit blau, Gelb verbunden mit gelb, Gelb verbunden mit grün, Gelb verbunden mit rot, 1976, série de 4 sérigraphies.
- Tate Modern, Londres :
  - Sans titre, 1981, 6 sérigraphies, 66 × 66 cm.

En 2009 le musée de la Révolution française organise l'exposition temporaire Vingt ans après le bicentenaire de la Révolution en Dauphiné vu par quatre artistes dont Richard Paul Lohse.